# Пищеблок (сериал)
«Пищебло́к» — российский сериал в жанре мистической фантастики, снятый по одноимённому роману Алексея Иванова. Главные роли в нём сыграли Пётр Натаров и Даниил Вершинин. Производством первого сезона занималась компания «Среда» при участии QS Films, производством второго — кинокомпания «Лунапарк». Премьерный показ проходил в онлайн-кинотеатре «Кинопоиск» с 19 мая по 1 июля 2021 года (первый сезон) и с 8 июля по 26 августа 2023 года (второй сезон). Сериал был высоко оценён критиками и имел успех у массового зрителя.

## Сюжет
Первый сезон
Действие происходит в советском пионерском лагере «Буревестник» на Волге летом 1980 года, в преддверии Олимпиады в Москве. Увлечённые друг другом вожатые не замечают, как в их отрядах оживают страшные пионерские легенды, а руководство лагеря и вовсе делает вид, что всё в порядке. Двое главных героев, вожатый Игорь и пионер Валерка, выясняют, что среди воспитанников лагеря есть вампиры. Теперь им предстоит разобраться в тайнах «Буревестника» и понять, остался ли в лагере хоть кто-то, кому можно доверять.
Второй сезон
Действие второго сезона разворачиваются спустя три года после московской Олимпиады в городе Куйбышев осенью 1983 года. Красное знамя на линейке 1 сентября несёт Валерка Лагунов — отличник, староста 9-го «А» и стратилат. Он ведёт внешне нормальную жизнь, но каждый день борется с жаждой крови. Сберечь тайну и сохранить в себе человека ему помогают друзья из «Буревестника» — старший товарищ Игорь Корзухин и первая любовь Анастасийка. Однако в класс приходит загадочная новенькая, которая вот-вот разоблачит героя. А когда в городе появляется неизвестный могущественный вампир, под угрозой оказывается не только тайна Валерки, но и жизни его друзей и родных и даже его самого.

## Актёры и персонажи

### В главных ролях
| Актёр                         | Роль |
| ----------------------------- | --- |
| Пётр Натаров                  | Валера Лагунов |
| Даниил Вершинин               | Игорь Александрович Корзухин |
| Ангелина Стречина             | Вероника Генриховна Плоткина (в девичестве Несветова) возлюбленная Игоря Корзухина, невеста (во 2 сезоне — жена) Александра Плоткина                                                                             |
| Мария Абрамова                | Анастасия (Анастасийка) Сергушина возлюбленная Валерки Лагунова |
| Ирина Пегова (1 сезон)        | Наталья Борисовна Свистунова (Свистуха) старшая пионервожатая в пионерском лагере «Буревестник» |
| Тимофей Трибунцев             | Валентин Сергеевич Носатов врач пионерского лагеря «Буревестник», охотник на вампиров (2 сезон) |
| Сергей Шакуров (1 сезон)      | Серп Иванович Иеронов ветеран Гражданской войны, пенсионер союзного значения |
| Фёдор Федосеев                | Лев Петрович (Лёва) Хлопов мечтает стать настоящим другом Валерки, помощник Валентина Сергеевича (2 сезон) |
| Никита Кологривый (1 сезон)   | Дмитрий (Димон) Малосолов вожатый в пионерском лагере «Буревестник» |
| Яна Гладких (1 сезон)         | Ирина Копылова вожатая в пионерском лагере «Буревестник» |
| Денис Парамонов               | Александр Иванович Плоткин жених (со 2 сезона — муж) Вероники, вожатый в пионерском лагере «Буревестник» (1 сезон), заместитель первого секретаря в вопросах работы с молодёжью ВЛКСМ города Куйбышева (2 сезон) |
| Дмитрий Блохин (1 сезон)      | Иван Павлович Капустин капитан речного трамвайчика в пионерском лагере «Буревестник» |
| Наталия Потапова (1—2 сезоны) | Анна Самыгина (баба Нюра) повариха пионерского лагеря «Буревестник» |
| Николай Фоменко (1 сезон)     | Николай Петрович Колыбалов директор пионерского лагеря «Буревестник» |
| Ксения Трейстер (2 сезон)     | Рита Шарова новенькая в классе Валерки, страдает лейкемией |
| Риналь Мухаметов (2 сезон)    | отец Павел |
| Равшана Куркова (2 сезон)     | Ирина Львовна Мартынова директор средней общеобразовательной школы № 2 им. Д. В. Нелидова города Куйбышева |
| Сергей Епишев (2 сезон)       | отец Глеб |
| Виктория Маслова (2 сезон)    | Светлана Викторовна Покровская секретарь Александра Плоткина в горкоме ВЛКСМ, любовница Игоря Корзухина |
| Евгения Симонова (2 сезон)    | бабушка Риты |
| Станислав Соломатин (2 сезон) | Ивочкин |

### Актёры второго плана
| Актёр                        | Роль                                                                             |
| ---------------------------- | -------------------------------------------------------------------------------- |
| Екатерина Волкова            | мама Валерки Лагунова                                                            |
| Евгений Коряковский          | папа Валерки Лагунова                                                            |
| Илья Коробко (1 сезон)       | Денис Лагунов старший брат Валерки Лагунова                                      |
| Александр Новиков (1 сезон)  | Бекля (Беклемишев)                                                               |
| Сергей Гилёв (1 сезон)       | Руслан Максимыч Захваткин физрук — завхоз в пионерском лагере «Буревестник»      |
| Виктория Полторак (1 сезон)  | Анна Сергеевна Леонтьева заведующая пищеблоком в пионерском лагере «Буревестник» |
| Игорь Хрипунов (1 сезон)     | Степаныч сторож пионерского лагеря «Буревестник»                                 |
| Аскар Нигамедзянов (1 сезон) | Саня радиотехник в пионерском лагере «Буревестник»                               |
| Диана Енакаева (1 сезон)     | Лена Романова                                                                    |
| Роман Евдокимов (1 сезон)    | Серп Иванович Иеронов в молодости                                                |
| Алексей Кирсанов (1 сезон)   | Матвей Иванович Иеронов "Молот" брат Серпа                                       |
| Виталия Корниенко (1 сезон)  | Анна Самыгина (Нюра) в детстве                                                   |
| Владимир Бутенко (1 сезон)   | белый офицер                                                                     |
| Артём Покровский (2 сезон)   | Ковалёв классный руководитель                                                    |
| Алексей Комашко (2 сезон)    | Юрий Борисович Пащенко военрук                                                   |
| Евгения Вайс (2 сезон)       | учительница алгебры                                                              |
| Ирис Лебедева (2 сезон)      | медсестра в школьном медпункте                                                   |
| Семён Козлов (2 сезон)       | Алёшин одноклассник Валерки Лагунова                                             |
| Тимофей Кочнев (2 сезон)     | Епихин одноклассник Валерки Лагунова                                             |
| Арам Вардеванян (2 сезон)    | Артём Васильков                                                                  |
| Владимир Стеклов (2 сезон)   | Семён Валентинович дед Артёма                                                    |
| Александра Ревенко (2 сезон) | Лидия Говша бабушка Юрия Пащенко, любовница отца Глеба                           |
| Максим Заусалин (2 сезон)    | Иван Плоткин папа Александра Плоткина, работает в обкоме КПСС                    |

## Сезоны
| Сезон             | Сезон                            | Количество серий | Оригинальная дата показа | Оригинальная дата показа | Режиссёр              |
| Сезон             | Сезон                            | Количество серий | Премьера сезона          | Финал сезона             | Режиссёр              |
| ----------------- | -------------------------------- | ---------------- | ------------------------ | ------------------------ | --------------------- |
|                   | 1                                | 8                | 19 мая 2021              | 1 июля 2021              | Святослав Подгаевский |
|                   | 2                                | 8                | 8 июля 2023              | 26 августа 2023          | Эдуард Бордуков       |
| Связанные проекты |                                  |                  |                          |                          |                       |
|                   | «Пищеблок: Экстра (мини-сериал)» | 5                | 5 июля 2023              | 26 августа 2023          | Семён Веснин          |

### Сезон 1
| № серии | Премьера     | Описание серии |
| ------- | ------------ | --- |
| 1       | 19 мая 2021  | Летом 1980-го дети приезжают в пионерский лагерь «Буревестник». Ночью из палаты исчезает Лёва, вожатые отправляются на его поиски.   |
| 2       | 19 мая 2021  | Пионер Валерка замечает странности в поведении Лёвы и других обитателей лагеря. Он подозревает, что среди детей есть вампиры.        |
| 3       | 27 мая 2021  | Валерка ищет способы защиты от вампиров. Он рассказывает вожатому Игорю о происходящем в лагере, но тот отказывается ему верить.     |
| 4       | 3 июня 2021  | Валерка узнаёт о существовании оружия для уничтожения вампиров. Он решается на рискованный шаг, чтобы добыть это оружие.             |
| 5       | 10 июня 2021 | Игорь и Валерка объединяются и строят план по уничтожению вампиров. Врач пионерского лагеря открывает им страшную тайну.             |
| 6       | 17 июня 2021 | Игорь идёт на хитрость, чтобы выяснить, что стало причиной происходящего в лагере. Он узнаёт, что когда-то здесь исчезла вожатая.    |
| 7       | 24 июня 2021 | Игорь и Валерка подозревают повариху лагеря в причастности к заговору вампиров. Потом у Валерки появляется новая шокирующая догадка. |
| 8       | 1 июля 2021  | Игорь должен заманить врагов в ловушку. Валерка узнаёт, кто стоит во главе пионеров-вампиров, и вступает в решающую схватку.         |

### Сезон 2
| № серии | Премьера        | Описание серии |
| ------- | --------------- | --- |
| 1 (9)   | 8 июля 2023     | Школьник Валерка борется со своей вампирской сущностью. В ночь полнолуния новая одноклассница Валерки Рита узнаёт его страшную тайну. |
| 2 (10)  | 15 июля 2023    | В городе объявляется стратилат, который хочет сделать Валерку своим соратником. Рита с Валеркой узнают, как его уничтожить. |
| 3 (11)  | 22 июля 2023    | Игорь и Валерка предполагают, что стратилат — это Рита. Ребята отправляются на поиски обломков древней плиты, соединив которые, можно убить стратилата. |
| 4 (12)  | 29 июля 2023    | Команда Игоря, Валерки и Риты усиливается. Они узнают, что стратилат является древним вампиром и начинает собирать могущественную армию. Ребята продолжают искать оставшиеся обломки древней плиты, направляясь в пионерский лагерь «Буревестник», который за три прошедших года стал заброшенным. |
| 5 (13)  | 5 августа 2023  | Валерка рискует своей жизнью, чтобы добыть новый фрагмент древней плиты. Ребята начинают подозревать, что стратилатом может быть комсомольский лидер Плоткин. |
| 6 (14)  | 12 августа 2023 | Валерка узнаёт о возвращении древнего вампира. Врач Валентин Сергеевич считает, что Валера опасен. Лёва случайно узнаёт о том, кто на самом деле является Тысячелетним стратилатом. |
| 7 (15)  | 19 августа 2023 | Ребята отправляются на поиски последнего обломка древней плиты и узнают её истинное предназначение. Валерка догадывается, что стратилат хочет превратить школу в свой новый пищеблок. |
| 8 (16)  | 26 августа 2023 | Стратилат предлагает Валентину Сергеевичу выгодную сделку. Валерка вступает в схватку со стратилатом, чтобы всех спасти. |

### Пищеблок: Экстра
| № серии | Премьера        | Название серии                      | Описание серии |
| ------- | --------------- | ----------------------------------- | --- |
| 1       | 5 июля 2023     | «Что произошло в первом сезоне?»    | Актёры сериала Пётр Натаров, Даниил Вершинин, Ангелина Стречина и Мария Абрамова вспоминают все важные события первого сезона. Кто такой Стратилат, что произошло в День Нептуна и при чём тут баба Нюра? |
| 2       | 22 июля 2023    | «Мистические истории на ночь»       | Актёры сериала рассказывают друг другу мистические истории и угадывают, было ли это на самом деле. |
| 3       | 29 июля 2023    | «Один день с Ксенией Трейстер»      | Ксения Трейстер вспоминает о своих любимых сценах, сравнивает кино и театр, делится актёрскими секретами.                                                                                                 |
| 4       | 5 августа 2023  | «Актеры смотрят сцену с собаками»   | Исполнители главных ролей вместе с собаками рассказывают, как снимали сцену погони с собаками из 5-й серии 2-го сезона.                                                                                   |
| 5       | 26 августа 2023 | «Дневники с площадки Пети Натарова» | Закулисье финала второго сезона, разговоры о Тимоти Шаламе, Хлое Грейс Морец, трюках и актёрской профессии.                                                                                               |

## Производство и показ
Первые слухи о создании экранизации романа «Пищеблок», написанного Алексеем Ивановым в 2018 году, появились в конце 2019 года. Александр Талал написал сценарий, режиссёром проекта стал Святослав Подгаевский. Съёмки проходили с 9 июля по 12 сентября 2020 года в Пролетарском и Московском районах Твери, а также за городом в Тверской области. 16 октября 2020 года «Кинопоиск» выпустил первый официальный трейлер, который за сутки посмотрело более 100 тысяч человек. Премьера была ориентировочно намечена на лето 2021 года.

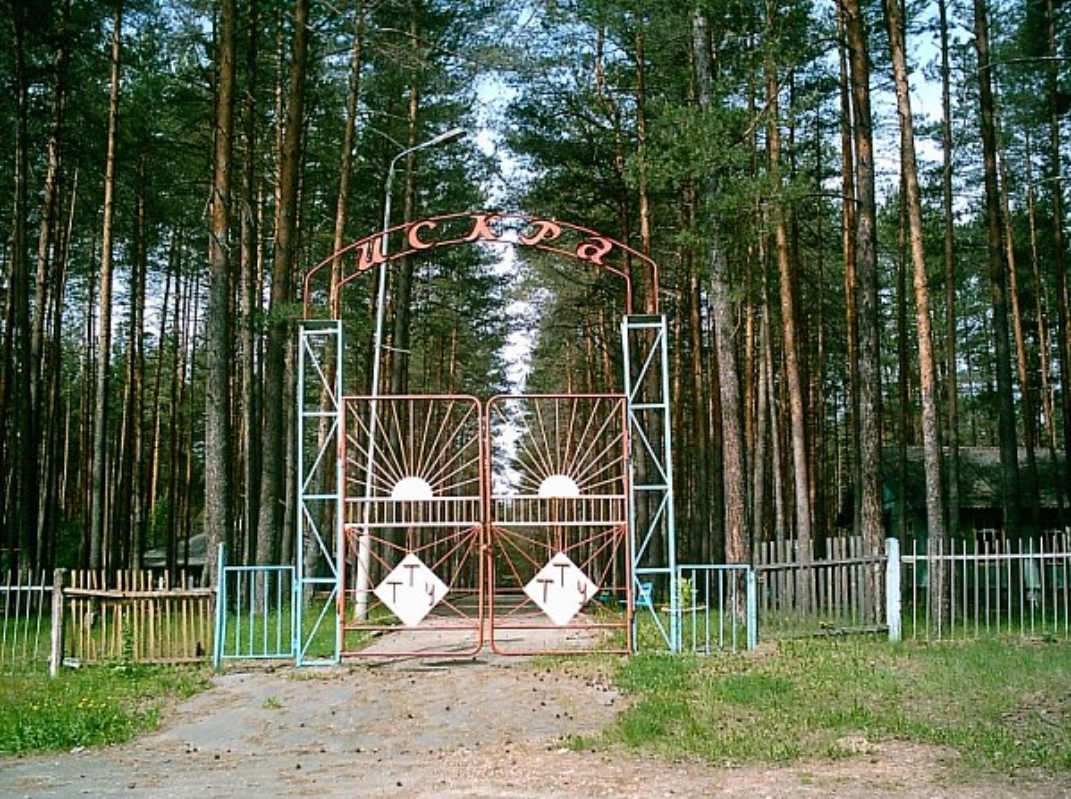
Ворота лагеря «Искра», который использовался для большинства сцен в качестве лагеря «Буревестник»

В качестве лагеря «Буревестник» использовался реальный лагерь «Искра», который проработал с 1959 по 2006 годы. Лагерь был выбран главным образом из-за того, что его инфраструктура с момента открытия почти не обновлялась и на момент закрытия он сохранял характерные для советской эпохи планировку и отделку вплоть до советской символики. Перед началом съёмок художник-постановщик сериала Анна Козлова и её команда потратили два месяца, чтобы привести лагерь в приличный вид. Самому серьёзному ремонту подвергся пищеблок лагеря, где пришлось менять все покрытия и оборудование. Сцены в медпункте снимали в одном из спальных корпусов лагеря. Только сцены с водонапорной башней и деревянной сценой снимались в расположенном неподалёку действующем лагере «Чайка».

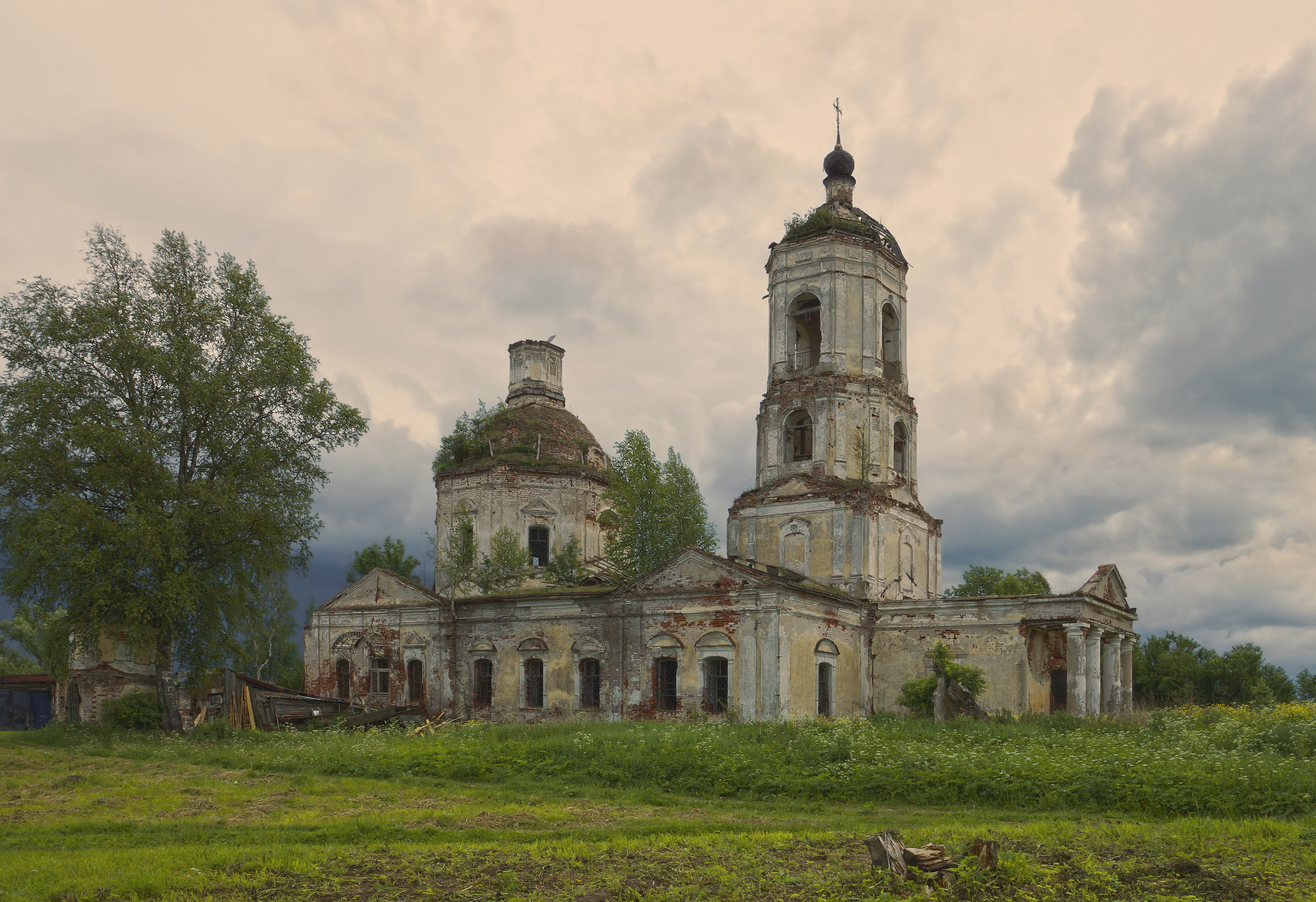
Руины Благовещенской церкви

В качестве заброшенного храма использовалась реальная заброшенная Благовещенская церковь возле деревни Климово (рядом с ней нет никакой реки, поэтому на кадрах, снятых с воздуха, с квадрокоптера, церковь была вмонтирована на постпродакшене с помощью компьютерной графики). Пирс, к которому причаливает теплоход «Вергилий» (в реальности «Быстрый», построенный в 1956 году), и входные ворота «Буревестника» с примыкающим забором были построены специально для съёмок.
Флешбэк с воспоминаниями Серпа Ивановича о сражении с интервентами и белогвардейцами в 1918 году снимали в Московской области рядом с усадьбой Ленинские Горки на площадке построенного там в середине 2010-х годов для сериала «Анна-детективъ» киногородка. Квартиру Валеры Лагунова снимали в Москве в сталинской высотке на площади Красных Ворот.
Статуя пионера-барабанщика, которая, по сюжету, некогда стояла у ворот лагеря и, согласно лагерной страшилке, была разбита одним из пионеров, — это реальная статуя из советской эпохи, которую хранил у себя один из местных жителей. Для сцены, где статую разбивают, была изготовлена копия. Статуя пионерки-горнистки была создана специально для съёмок.
Практически все ведущие актёры сами исполняли многие сложные сцены и трюки без каскадёров. Во второй серии первого сезона Даниилу Вершинину и Ангелине Стречиной по сюжету пришлось плавать в холодной воде Волги ночью в сентябре, когда температура составляла всего примерно +7 °C. Пётр Натаров в последней серии первого сезона пролетел на тросах через разбитый витраж, а Мария Абрамова в последней серии первого сезона на страховке поднималась к потолку и падала с большой высоты, Сергей Шакуров в последней серии первого сезона успешно выполнил акробатический элемент «колесо», несмотря на свой возраст.
Финальный трейлер первого сезона вышел 29 апреля 2021 года, за сутки его посмотрело более 500 тысяч человек. Премьера первого сезона состоялась 19 мая 2021 года, в День пионерии, на стриминговом сервисе «КиноПоиск HD». Первый телевизионный показ сериала начался 30 августа 2021 года на канале СТС.
Изначально продолжение проекта не планировалось, но сериал вызвал большой зрительский интерес. Компания «Среда» 8 июля 2021 года сообщила, что первый сезон посмотрело более 950 тысяч человек, и заявила, что не исключено появление второго сезона шоу. Съёмки второго сезона проходили с августа по ноябрь 2022 года, снова в Твери и Тверской области. Режиссером сезона стал Эдуард Бордуков, сценаристами — Сергей Калужанов и Анна Гвоздь. Первые кадры второго сезона были продемонстрированы 12 октября 2022 года на ежегодной презентации новых проектов от «Кинопоиска».
25 мая 2023 года вышел официальный тизер-трейлер второго сезона. 6 июля 2023 года состоялся закрытый показ первой серии второго сезона в пространстве «Плюс Дача» в летнем кинотеатре Парка Горького в Москве. А 8 июля премьера состоялась на стриминговом сервисе «Кинопоиск».

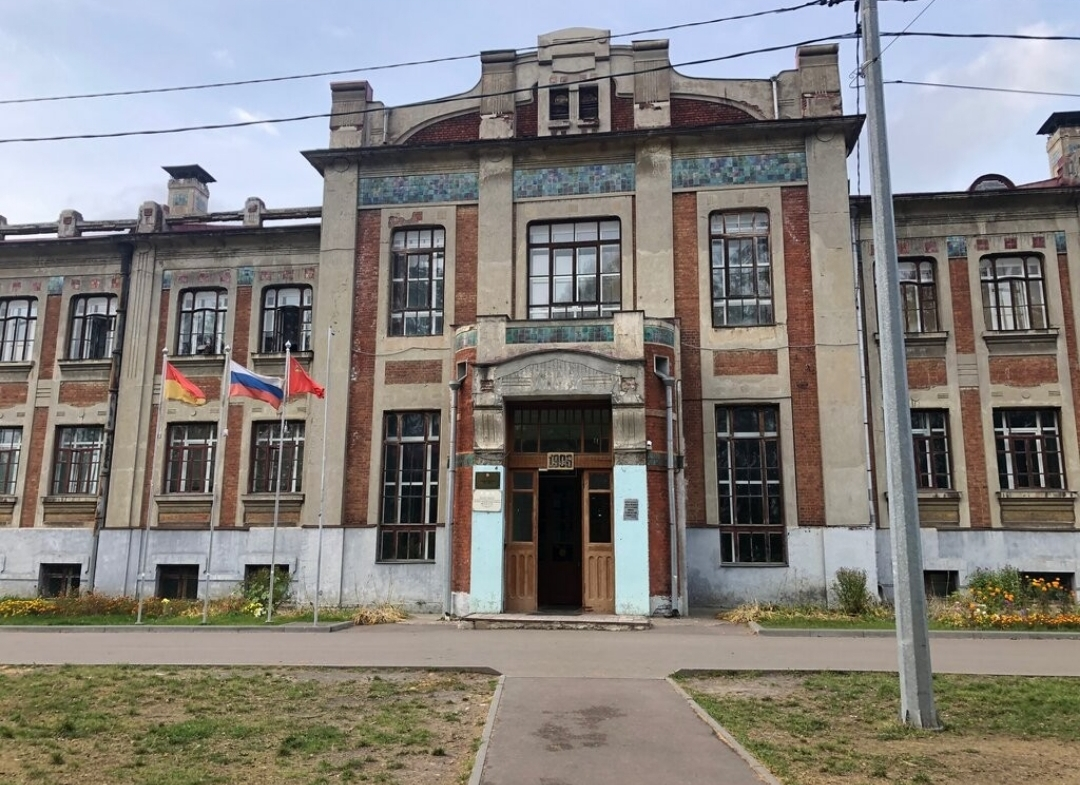
МБОУ СОШ № 10 в Ногинске, в которой происходит часть действий второго сезона

Во втором сезоне школа, в которой по сюжету учится Валерка Лагунов, стала таким же одним из ключевых мест, как и лагерь «Буревестник» из первого сезона. Её снимали в подмосковном городе Ногинске. Это огромное здание начала XX века в стиле модерн, в котором больше 100 лет размещается действующая школа № 10.

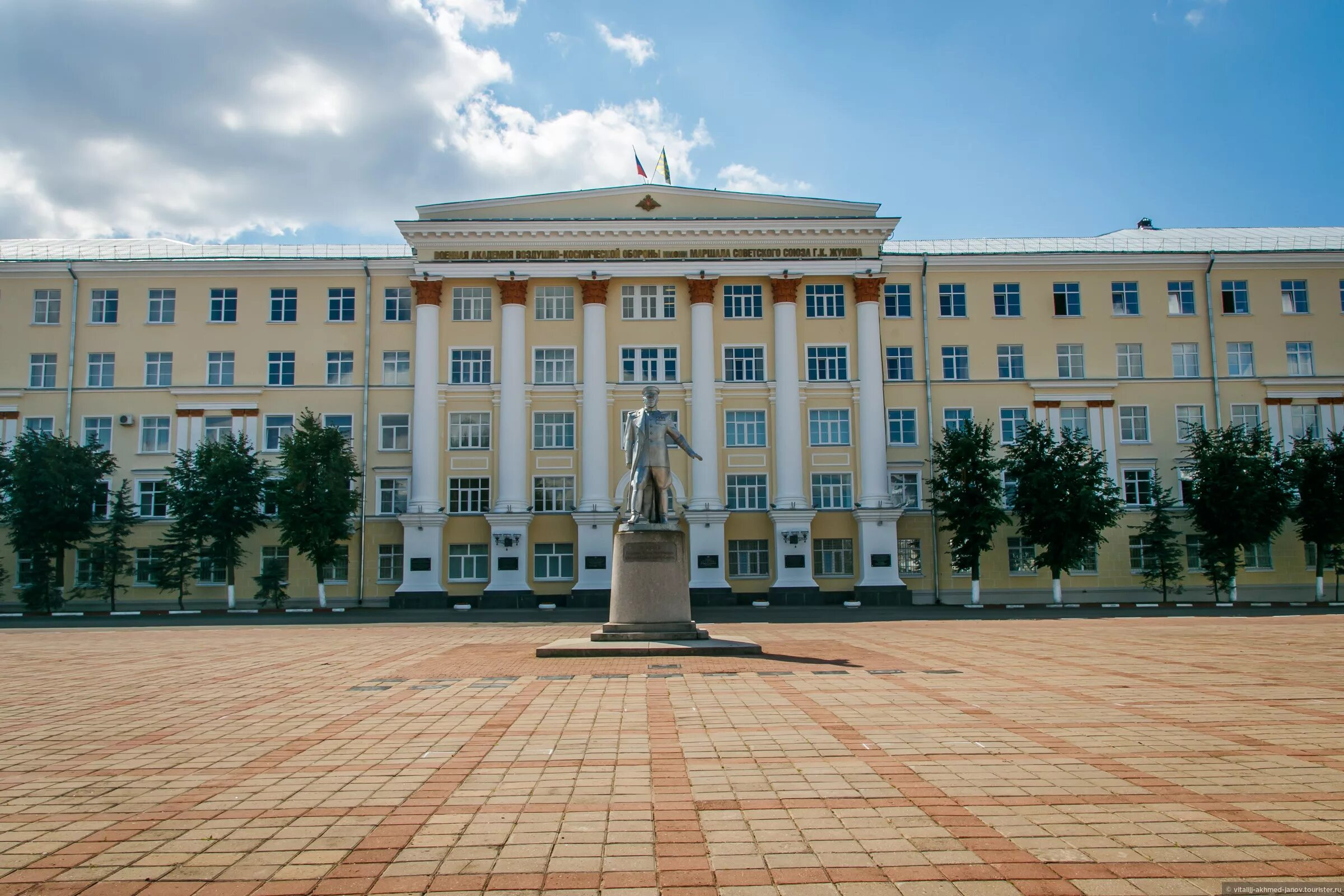
Военная академия воздушно-космической обороны имени Маршала Советского Союза Г. К. Жукова, в которой происходит действие некоторых серий второго сезона

Некоторые сцены 1-й, 3-й, 5-й, 6-й серий второго сезона, где по сюжету заседает новый глава куйбышевского горкома ВЛКСМ Александр Плоткин, снимали в действующем здании Военной академии воздушно-космической обороны имени Маршала Советского Союза Г. К. Жукова в Твери.

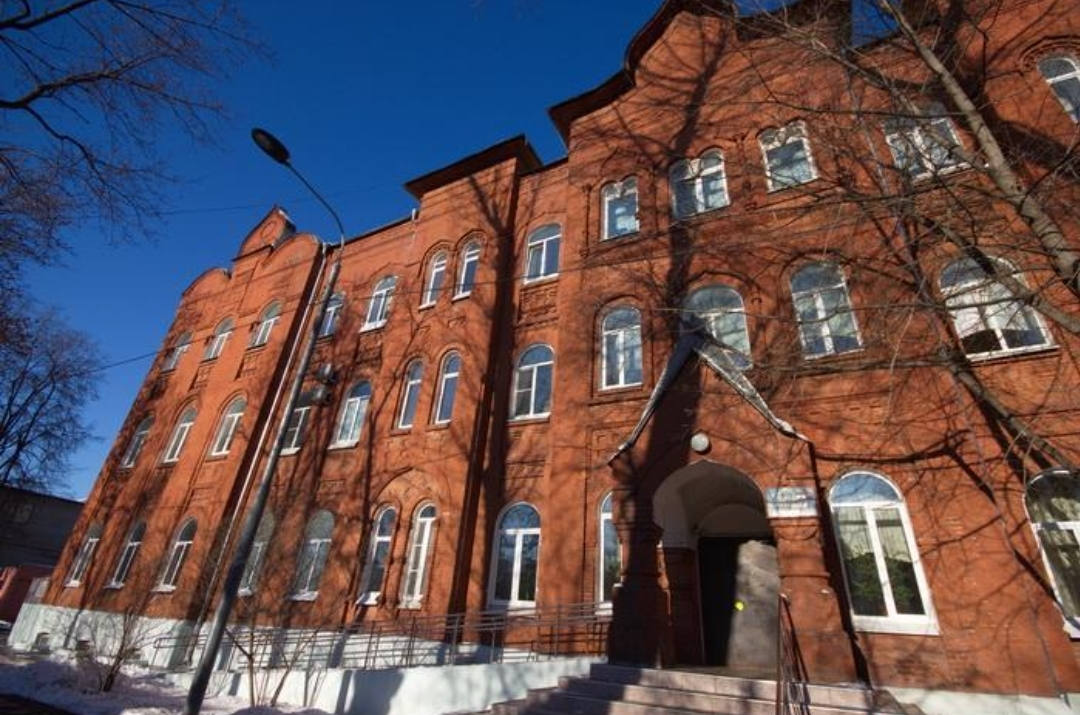
Заброшенная старинная больница № 1 в Москве, в которой происходит часть действий 7 серии второго сезона

Часть больничных сцен с Лёвой и Ритой в 7 серии второго сезона снималось в заброшенной старинной больнице в Москве на улице Гастелло. Это трёхэтажное кирпичное нежилое здание в неорусском стиле, построенное в 1911 году, до 2013 года в нём располагалась гинекологическая больница № 1. Теперь разные кинокомпании используют его для съёмок сериалов со сценами в больнице.

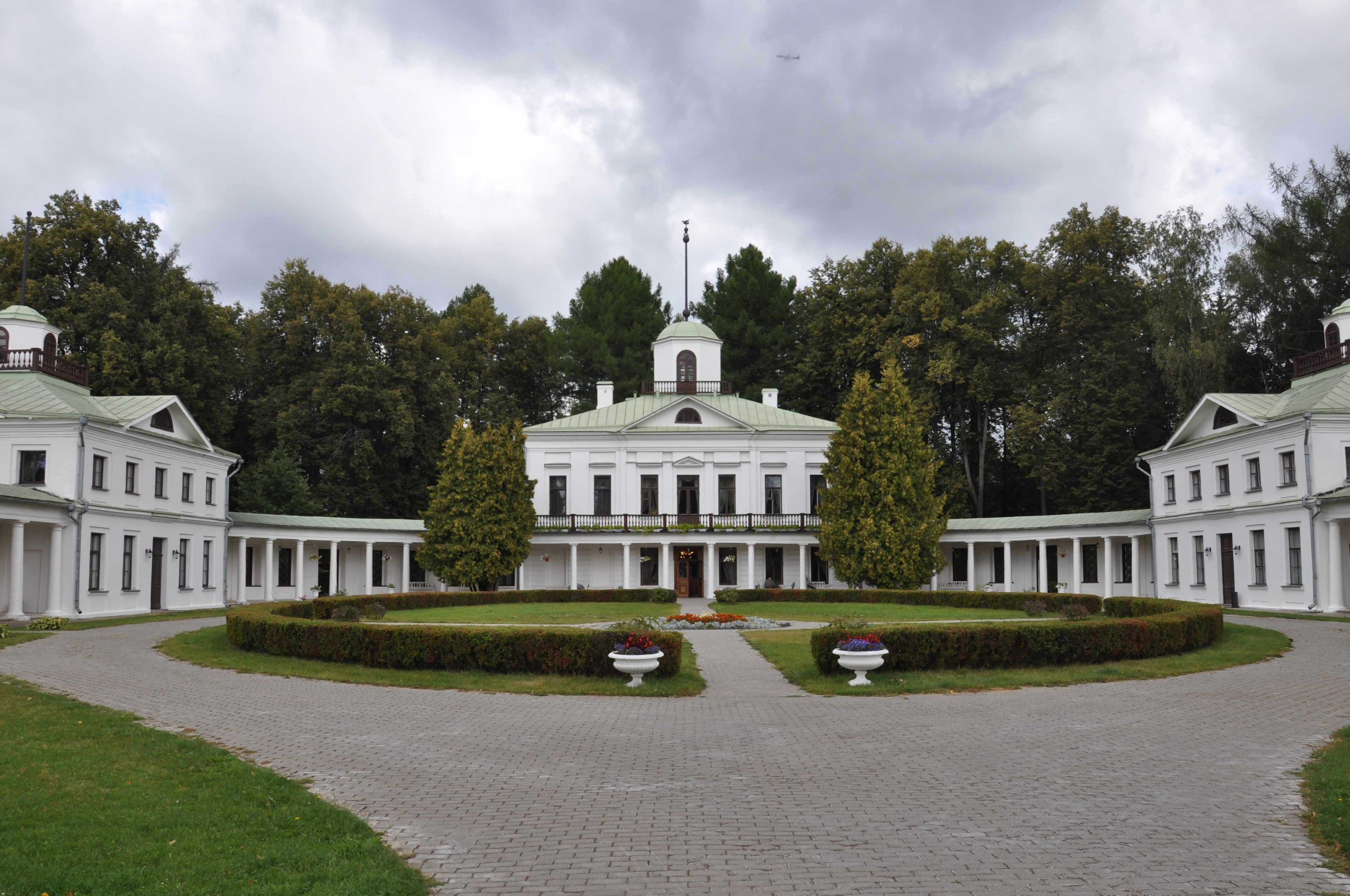
Усадьба Середниково, в которой происходит часть действий 7 серии второго сезона

Некоторые сцены 7-й серии второго сезона снимали в усадьбе Середниково, знакомой зрителям по мистическому сериалу «Закрытая школа». По сюжету «Пищеблока» вместо элитной школы-пансиона «Логос» там расположился особняк купца Е. В. Говши, из которого создали краеведческий музей.

## Музыка сериала
Музыкальные композиции, использованные в сериале:
- «Кони привередливые» (автор Владимир Высоцкий, в исполнении Никиты Кологривого) — 2-я серия 1-го сезона;
- «Space Oddity» (в исполнении группы «Halloween», композитор David Bowie) — 2-я серия 1-го сезона;
- «Venus» (автор музыки Shocking Blue, в исполнении Марии Ероян) — 4-я серия 1-го сезона;
- «Там, где клён шумит» (в исполнении группы «Синяя птица» авторы музыки Юрий Акулов и Леонтий Шишко) — 5-я серия 1-го сезона;
- «Zero» (в исполнении группы «Kofe») — 5-я серия 1-го сезона;
- «Всё идёт по плану (cover version)» (исполнитель Александр Пушной) — 7-я серия 1-го сезона;
- «Куда уходит детство» (композитор Александр Зацепин, автор слов Леонид Дербенёв, в исполнении Дарьи Лепешко и концертного хора «Премьера» ДШИ имени С. Т. Рихтера) — 8-я серия 1-го сезона;
- «Душа моя» (в исполнении «NAT», композитор Юрий Нагаев, автор слов Анастасия Пискунова) — финальная песня 1-го сезона;
- «Я сам не свой» (композитор Стереополина) — главная тема (2-й сезон);
- «Улетаю я» (Стереополина feat. розовый рап) — 2-я серия 2-го сезона;
- «Пусть всегда будет солнце» (авторы музыки Аркадий Островский и Лев Ошанин) — 1-я серия 2-го сезона;
- «Последняя поэма» (композитор Алексей Рыбников) — главная лирическая тема 2-го сезона.

Дополнительная фоновая музыка написана композитором Сергеем Кашириным.
| №   | Название                 | Длительность |
| --- | ------------------------ | ------------ |
| 1.  | «Boat Theme»             | 0:47         |
| 2.  | «Announcement»           | 0:42         |
| 3.  | «Darkness»               | 3:21         |
| 4.  | «Do You Remember»        | 2:15         |
| 5.  | «I Don't Love You»       | 2:20         |
| 6.  | «Nettle»                 | 1:32         |
| 7.  | «Swim Naked»             | 2:33         |
| 8.  | «The Rescue Of Nyura»    | 2:57         |
| 9.  | «There Was No Other Way» | 4:06         |
| 10. | «We Can Be Together»     | 2:31         |
| 11. | «You Are Petty»          | 1:39         |
| 12. | «Opening Credits»        | 0:50         |

## Связанные проекты

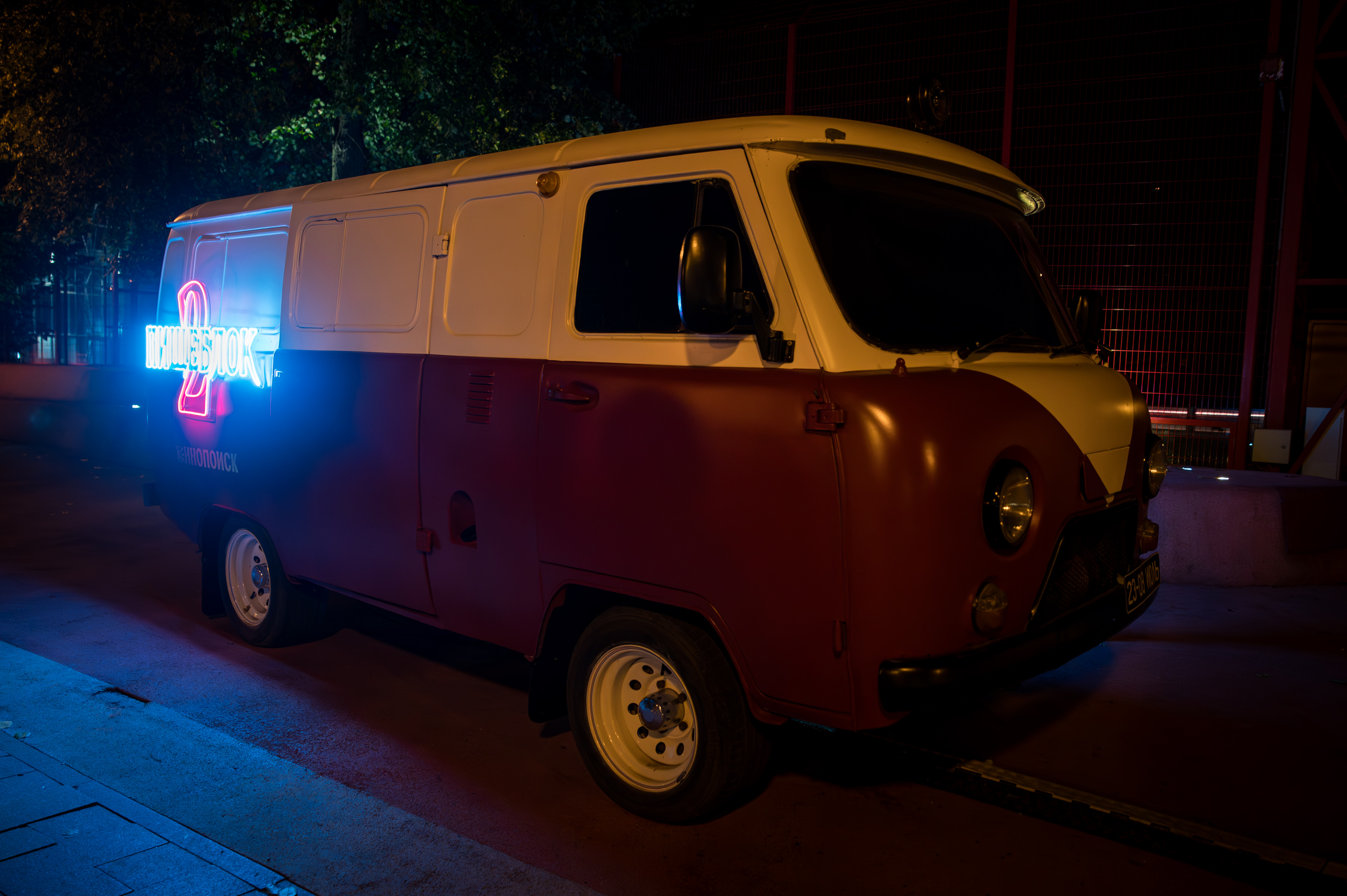
Буханка-фотобудка в Парке Горького, в которой можно было бесплатно сделать снимки на память из вселенной сериала.

15 сентября 2021 года в «Редакции Елены Шубиной» издательства «АСТ» вышел роман «Пищеблок» Алексея Иванова в кинооформлении первого сезона сериала, а издательство «Эвербук» выпустило аудиокнигу, озвученную актёром Дмитрием Ендальцевым.
26 августа 2023 года на Букмейт вышли официальная новеллизация второго сезона, роман Анны Прониной «Пищеблок 2», и аудиоверсия этой книги, озвученная актёром Дмитрием Ендальцевым.
5 июля 2023 года на стриминговом сервисе «Кинопоиск» состоялась премьера документального проекта «Пищеблок: Экстра».

## Оценки
Создатели сериала изначально рассчитывали, что он станет «громким международным событием». Ведущий «Яндекс. Студии» Дмитрий Нелидов накануне премьеры охарактеризовал «Пищеблок» как «и развлекательный экшен про вампиров, и ретродраму для ностальгирующего зрителя, и, конечно, философскую притчу о тоталитарном обществе». В день премьеры первую серию посмотрели около 100 тысяч подписчиков «КиноПоиск HD», что стало рекордом для сериалов на этой площадке. Актриса Ангелина Стречина, сыгравшая вожатую Веронику, в этот день стала самой популярной персоной на «КиноПоиске», а хештег #пищеблок попал в топ-3 трендов русскоязычного Twitter.
Рецензенты отмечают, что книжный материал в сериале был существенно переработан, местами до неузнаваемости; встречаются мнения и о том, что «книга была глубже», и о том, что экранизация получилась «уважительной» и лучше романа. Критики характеризуют «Пищеблок» как яркую и динамичную историю с хорошо вплетёнными комическими элементами и качественно изображёнными реалиями позднесоветской эпохи, хвалят разработку персонажей и ряд актёрских работ. Сериал сравнивают с «Очень странными делами». Встречается критика из-за прямолинейности антикоммунистического посыла, «нарочитой православной линии», обилия эротических сцен (в том числе с участием условных подростков), которые могут вызывать у зрителя чувство неловкости, скудости собственно хоррорной линии.